# Australian Suicide
Broderick M. Shepherd, mer känd under sitt artistnamn Australian Suicide, född 9 december 1992 i Melbourne, död 6 mars 2025 i Chimalhuacán i delstaten Mexiko, var en australisk fribrottare som sedan 2013 brottades i Lucha Libre AAA Worldwide, Mexikos största lucha libre-förbund. Han brottades även i All Elite Wrestling i USA under artistnamnet El Australiano.
Han tränades inom fribrottning av Carlo Cannon, Lance Storm och Teddy Hart. Han påbörjade sin karriär 2008 i Australien under namnet Ryan Rollins, innan han 2012 flyttade till Kanada för att utveckla sin karriär. Väl där så scoutades han av representanter från Lucha Libre AAA Worldwide, och debuterade senare i Mexiko året därpå. Shepherd var gift med den puertoricanska fribrottaren Vanilla Vargas som också brottas i Mexiko. De hade ett barn.
Shepherd hade ett par veckor innan sin död ramlat i en trappa och fått en smäll mot huvudet. Efter detta sökte han inte vård. Den 5 mars 2025 svimmade han av under ett besök på en marknad med sin familj. Han fördes till sjukhus i Chimalhuacán men hans liv gick inte att rädda och han avled till följd av hjärtstillestånd strax efter midnatt den 6 mars.